# Amerikai léggömb-propaganda a hidegháborúban

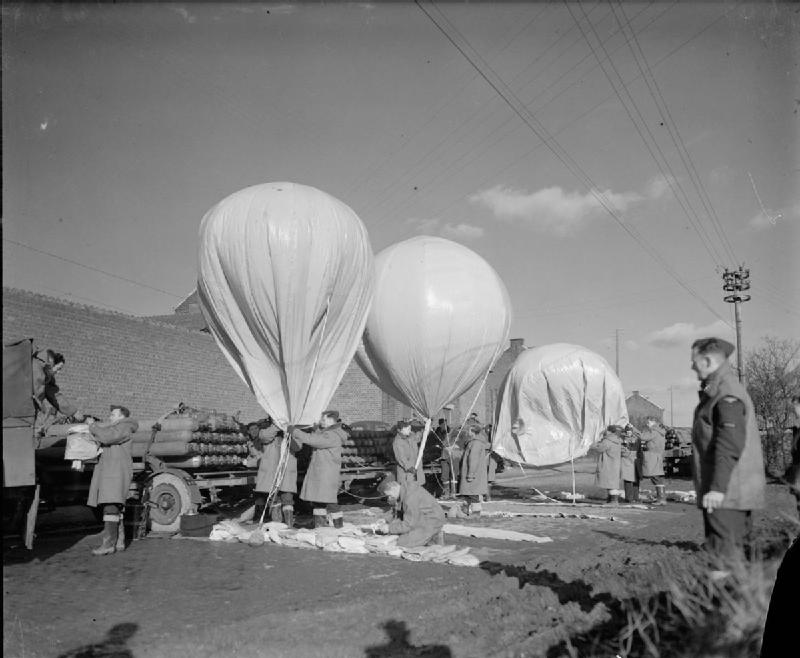
Második világháborús brit propaganda léggömbök felbocsátása Németország fölé (Csak hasonlít e cikk tárgyához)

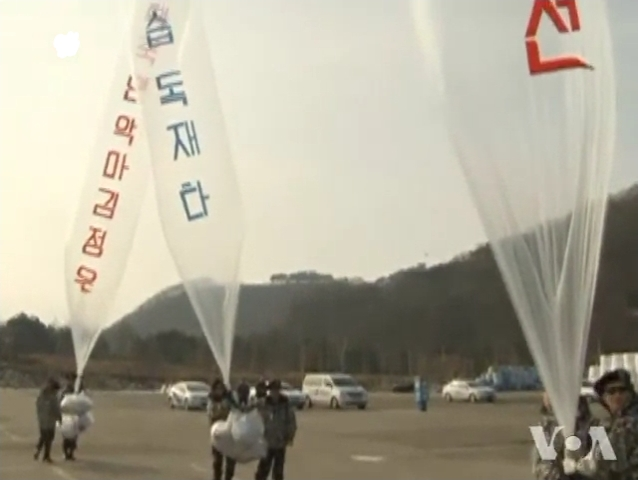
Dél-koreai propaganda léggömbök felbocsátása Észak-Korea felé (Csak hasonlít e cikk tárgyához)

Az 1950-es évek elején a kelet-európai, szovjet befolyás alatt álló államok ellen folytatott amerikai léggömb-propaganda a hidegháborús lélektani hadviselés jellegzetes része volt. A második világháború után a szovjet hadsereg által megszállt kelet-közép-európai országok elzárultak a kontinens nyugati részétől, lehullott a vasfüggöny. A keleti országok lakosságát elzárták az utazásoktól, az információktól, korlátozták a levelezést, a telefonos kapcsolattartást. Egyeduralkodóvá vált ezekben az országokban a kommunista propaganda.
A hidegháború légkörében a nyugati országok is, az Egyesült Államok vezetésével, az elkerülhetetlennek tartott következő háborúra készültek. Úgy tartották, hogy ez a túlerőben lévő szovjet szárazföldi hadsereg támadásával fog kezdődni, kiinduló pontja a kelet-európai országokban lesz. Ezért különösen fontosnak tartották, hogy ezeknek az országoknak a lakosságát tájékoztassák és szembefordítsák őket az új társadalmi rendszerrel és a Szovjetunióval. Ennek érdekében igénybe vették a lélektani hadviselés és a felforgatás eszközeit is.
Fényképezőgépekkel felszerelt felderítő léggömböket is alkalmazott az amerikai hírszerzés, elsősorban a Szovjetunió és Kína irányában. Ezek azonban nem igazán váltották be a hozzájuk fűzött reményeket.

## Története
A legfontosabb nyugati propagandaeszköz az amerikai titkosszolgálat, a CIA támogatásával működő Szabad Európa Rádió volt. Emellett az 1950-es évek elején a CIA kezdeményezte politikai tartalmú röplapok eljuttatását is Kelet-Európába. Az első kísérletre 1951 nyarán került sor Csehszlovákia irányába, majd 1953 és 1956 között főleg Csehszlovákiába és Magyarországra juttattak el nagy mennyiségű röplapot különleges léggömbök révén, felhasználva az uralkodó nyugati szeleket. Az akcióra a Szabad Európa Rádiót felügyelő, New Yorkban működő Szabad Európa Bizottság szervezésében került sor.
Az akció célját a következőkben fogalmazták meg:

- Tervszerű és megalkuvás nélküli harc a kommunista rendszerek ellen.
- A lakosságot állandóan emlékeztetni kell arra, hogy nem demokratikusan választott vezetőik, hanem idegen uralom emberei kormányozzák őket.
- Szervezni a nemzetet, a „Nemzeti Ellenállási Mozgalmat” a kommunista rendszer ellen.
- Folyamatosan terjeszteni kell a nyugati világ társadalmának eszméit, a szabadság és emberiesség gondolatát.
- Táplálni a felszabadulás reményét. Meggyőzően feltárni a Nyugat felkészültségének erőforrásainak és katonai erejének fölényét, s ismertetni kell a Nyugat által a felszabadításra tett ígéreteket.
- Ellentéteket kell szítani a tisztviselők alkalmatlanságának feltárásával, és a büntetés kilátásba-helyezésével félelmet kell kelteni közöttük.
- A népek előkészítése a felszabadulás utáni időkre.

A léggömbök tömeges felbocsátására először 1953. július 13-17. között került sor Csehszlovákia irányába. Az akció az „Operation Prospero” fedőnevet kapta. Összesen 6519 léggömbben 12 millió röplapot küldtek Csehszlovákiába. A második hasonló akciót „Operation Veto” néven 1954 áprilisában indították, majd júliusban és augusztusban is megismételték, ekkor 2 és fél millió röplapot küldtek.
A Magyarországra irányuló léggömbakciót is a New Yorkban működő Szabad Európa Bizottság irányította jóváhagyásával, a röplapok elkészítését a Szabad Európa Sajtó szervezete végezte. A szövegek megfogalmazását Kovács Imre író, a Szabad Európa Rádió munkatársa végezte. Egy írásában így emlékezett erre a munkára: „Típusokat kreáltam, tsz-elnököt, aki tudja, miért fogadta el a kollektivizálást, egyéni gazdát, aki meg tudatosan és büszkén független maradt. Összehoztam őket beszélgetni, hogy okosan, bölcsen megmagyarázzák egymásnak elhatározásuk, magatartásuk indítékait: megfogadtattam velük, hogy egymás véleményét, motívumait és érdekeit tiszteletben tartják, nem hagyják magukat egymás ellen uszítani, kijátszani. Volt egy öreg „szakim” is, szociáldemokrata nevelésű munkás, aki ugyancsak okosan fejtegette az üzemben, röpgyűlések után, mi az igazi demokrácia, miként reagáljanak a kommunista propagandára és akciókra, miként mentsék át magukat a jövőre. Egymás megértésére oktatgattam a magyarokat, ne hagyják magukat megosztani.” A szerkesztő munkát, az illusztrációk készítését, a nyomtatást Münchenben végezték. Kovács Imre az illusztrálással nem volt elégedett; például írt egy meghitt jelenetet egy egyéni gazda és a tsz-elnök csendes borozgatás melletti beszélgetéséről, ehhez az illusztráció egy falusi kocsmai duhajkodás ábrázolása lett.
A magyar léggömbakció fedőneve „Operation Focus” lett. Az akciót a fedése szerint egy fiktív szervezet, a „Nemzeti Ellenzési Mozgalom” jegyezte, valójában a SZER amerikai vezetői irányították és a rádió müncheni munkatársai végezték a munkát.
Az Operation Focus 1954. október 1-jén indult. A gázzal töltött, különleges gumiból készült léggömböket Berchtesgaden közelében bocsátották fel, majd azok 8-10 ezer méter magasságban átrepültek Ausztria felett. Az automata kioldószerkezetet úgy állították be, hogy Magyarország felett szóródjanak ki a röplapok. Ritkán az is előfordult, hogy azok Észak-Olaszország vagy Albánia felett szóródtak ki.

### A röplapok politikai tartalma
A „Nemzeti Ellenállási Mozgalom” az első röplapokon 12 követelést fogalmazott meg:

1. Tényleges önkormányzatot a helyi tanácsoknak!
2. Gyülekezési és szólásszabadságot!
3. Párturalom helyett jogrendet!
4. A föld azé, aki megműveli!
5. Szabad szakszervezetet szabad munkásságért!
6. Vessenek véget az üzemi rabszolgaságnak!
7. A magyar ipar legyen a magyar népé!
8. Emeljék az életszínvonalat!
9. A nép kezébe a kereskedelmet és a kisipart!
10. Kaszárnyák helyett családi otthonokat!
11. Egyenlő jogot a művelődéshez, szabad szellemi életet!
12. Lelkiismereti és vallásszabadságot!

A 2. számú röplap egy 10 oldalas összehajtogatott újság volt, fotókkal, rajzokkal. Ez az aktuális magyar belpolitika mellett a világeseményekről is tájékoztatta olvasóit. A legrészletesebben a magyar gazdasággal foglalkoztak, ami ekkoriban az erőltetett iparosítás miatt súlyos helyzetben volt.

### Tiltakozás, ellenpropaganda, megtorlás
1954. október 15-én a magyar külügyminisztérium jegyzékben tiltakozott a budapesti amerikai követségen a léggömb-akció miatt, amit a belügyekbe való súlyos beavatkozásnak, felforgató tevékenységnek értékelt. Az akció ellensúlyozására a magyar vezetés ellenpropaganda-kampányt is indított. A Hazafias Népfront alakuló kongresszusán Darvas József beszédében kiemelten foglalkozott léggömb-akcióval. Kiemelte, hogy a magyar nép nem avatkozik be más népek belügyeibe, de ezt másoktól is megköveteli. „Mi nem szövünk és nem segítünk összeesküvést szőni más országok belső rendje ellen, de tiltakozunk mások ilyen kísérletei ellen. Egész népünk mélységes felháborodással utasítja el azt a provokációt, amelyet az utóbbi napokban sorozatosan követtek el ellenségeink az Amerikai Egyesült Államok egyes köreinek támogatásával, amikor röpcédulákat juttattak el hazánk területére.” A Szabad Nép – minden bizonnyal felkérésre írt – olvasói leveleket közölt, amelyek írói tiltakoztak a nyugati propagandakampány ellen.  A Szabad Európa Rádió rendszeres hallgatói számára azonban ismerősek voltak a röplapok szövegei.
A Belügyminisztérium dokumentumai szerint az 1954 októberétől 1956 elejéig a begyűjtött hat különböző röplap tartalma főleg a nemzeti ellenállás szításával foglalkozott. De megtalálható volt köztük az SZKP XX. kongresszusának zárt ülésén elmondott, a sztálinizmust elítélő Hruscsov-beszéd magyarra fordított szövege is. Piros László belügyminiszter a minisztérium kollégiumának 1955. áprilisi értekezletén elmondta, hogy a Szabad Európa Rádió az előző évben a ballonok révén több mint egy millió röpcédulát juttatott el Magyarországra.
A léggömbakció egyéni tragédiákhoz is vezetett, mivel a röplapok továbbadóit esetenként letartóztatták, börtönre ítélték, mint egy Mérges Lajos nevezetű egykori kulákot, akit emiatt két évre ítéltek.
Az ellenpropaganda része volt a léggömbök veszélyeinek hangsúlyozása. Állításuk szerint a léggömbök gyakran felrobbantak, sérüléseket okoztak, amellett veszélyeztették a légi közlekedést Csehszlovákia légterében. Prágában kiállítást is szerveztek a Csehszlovákiába eljuttatott léggömbökből és röplapokból. Fényképek örökítették meg a léggömbök felrobbanását, nők, férfiak, gyermekek súlyos égési sérüléseit, házak lakhatatlanná válását. A léggömbök között kiállítottak például egy 16 méter átmérőjűt, ami 180 kg teher szállítására volt alkalmas. A SZER ezzel szemben azt állította, hogy egy-egy léggömb mindössze 1-3 kg rakományt szállított. A kockázati tényezők miatt a Sabena belga légitársaság leállította prágai járatait.
1956 februárjában a magyar kormány 8-án újabb tiltakozó jegyzéket juttatott el az amerikai kormányhoz. A jegyzékben a magyar kormány jelezte, hogy Ausztria felől különböző felszerelésekkel ellátott léggömbök érkeznek Magyarország légterébe, amik a rendelkezésre álló adatok szerint az Egyesült Államokban készültek. A léggömbök egy része e felszerelések alapján légi felderítő tevékenységet folytatott, másik fajtájuk röplapokat szórt, amelyek tartalma a Magyar Népköztársaság kormányát, államformáját gyalázta, és a törvényes rend ellen uszított. A nagyméretű, hidrogéngázzal töltött léggömbök súlyos légi baleseteket okoztak.
A The New York Times cikke szerint az Egyesült Államok légierejének parancsnoksága elismerte, hogy az elmúlt időszakban 500 „meteorológiai” léggömböt bocsátottak fel, amelyek behatoltak a Szovjetunió légterébe is. John Foster Dulles külügyminiszter 1956 februárjában sajtóértekezletet tartott, amin azt állította, hogy a propaganda-léggömböket magánszervezetek bocsátották fel. Szerinte ezek a léggömbök olyan magasságban szállnak, hogy „ilyen magasságban a légteret semmiféle nemzetközi törvénykönyv nem szabályozza”.
A Kínai Népköztársaság és a Szovjetunió fölé ezekben a hónapokban körülbelül 1600 köbméter térfogatú és 650-700 kg teherbírású katonai felderítő léggömbök érkeztek, automata fényképezőgépekkel. A szovjet tiltakozásra adott amerikai válasz kitartott amellett, hogy meteorológiai megfigyelő léggömbökről volt szó, de kilátásba helyezték, hogy „a félreértések elkerülése végett és a szovjet kormány tiltakozása miatt az Egyesült Államok kormánya igyekszik elkerülni olyan új léggömbök felbocsátását, amelyek az ismert adatok alapján a Szovjet Szocialista Köztársaságok Szövetsége fölé repülhetnek”.
A magyar kormány összesen három alkalommal küldött tiltakozó jegyzéket az Amerikai Egyesült Államok budapesti követségére a léggömbakció miatt. Ennek ellenére ilyen léggömbök még 1957–58-ban is érkeztek Magyarországra.
A léggömbakció az 50-es évek végén lezáródott; ehhez a célországokból érkező tiltakozások mellett a világpolitikában fokozatosan észlelhető enyhülési folyamat, valamint magának az akciónak a problémái, a gyakori céltévesztés, a balesetek és az ezekről tájékozódó és miattuk tiltakozó nyugati közvélemény reagálása is hozzájárult.